# Борис Костов
Борис Костов Терзийски е български комунист, деец на Българската комунистическа партия.

## Биография
Костов е роден в 1896 година в Кочериново. Баща му бил шивач в селото. След смъртта му през 1909 г. майка му напуска Кочериново и отива да живее с децата си в родния си Горна Джумая. Първоначалното си образование завършва в Горна Джумая, а средно - в Кюстендил. След Първата световна война завършва право, но започва да се занимава със земеделие. Член е на БРСДП (т.с.) от 1919 г. Участва като гост на Първия конгрес на БКП (т. с.) в 1919 година. Участва в дейността на Окръжния комитет на партията в Горна Джумая заедно с братята си Кирил и Димитър. Домът им е явка на Васил Коларов. По негова инициатива е изградена кооперацията „Освобождение“. В 1923 година участва в подготовката на Септемврийското въстание, като в къщата му е складирано част от оръжието за въстанието. На 22 септември в местността Баларбаши участва във формирането на Горноджумайския отряд заедно с братята си. След разгрома на отряда Борис и Кирил Костов са заловени и откарани във водениците над Горна Джумая, а на 25 септември са убити в Бачиново от членове на ВМРО.